# 두 사람이다
"두 사람이다"는 강경옥의 동명 만화를 원작으로 2007년 개봉된 한국 영화이다. 감독 및 각본은 오기환이 맡았다. 애초 2001년 정지우 감독과 영화사 LJ필름이 판권 계약을 하고 박해일, 신민아 등을 캐스팅해 영화화하려 했으나 투자 등의 문제로 무산되어 오기환 감독에게 넘어갔다. 오기환 감독은 이 영화를 두고 "이전에 만들었던 영화보다도 완성도가 높고 자기만족도 느끼는 작품"이라고 소개했다.

## 캐스팅
- 윤진서 : 김가인 역
- 박기웅 : 홍석민 역
- 이기우 : 박현중 역
- 김소은 : 김가연 역
- 이칸희 : 가인 모 역
- 정유미 : 이명희 역
- 안내상 : 가인 담임 역
- 오연서 : 정은경 역
- 조선주 : 김지선 역
- 전국환 : 지선 부 역
- 김민경 : 지선 모 역
- 정인기 : 조 형사 역
- 안신우 : 홍재선 역
- 서윤재 : 김인숙 역
- 정욱 : 현중 부 역
- 백주희 : 현중 모 역
- 김수웅 : 친척 어른 역
- 김도연 : 김미주 역
- 강이석 : 어린 현중 역
- 추상록 : 엔딩 선생 역
- 박상진 : 엔딩 학생 역

### 우정출연
- 서유정 : 가인의 둘째 고모 역
- 연제욱 : 최상경 역

### 특별출연
- 이경영 : 가인의 아버지 역
- 김진근 : 황대용 역